# شکل

نمونه ای از تعاریف مختلف شکل شکل.دو مثلث سمت چپ متجانس هستند.در حالی که مثلث سومیتشابه بیشتری نسبت به آنها دارد. مثلث آخری نه متجانس و نه مشابه بقیه است,ولی هم شکل است.

شکل یا دیس از طریق محصور شدن محیطی ویا لکهٔ رنگ به وجود می‌آید. شکل می‌تواند به صورت دو بعدی (سطح) یا سه بعدی (حجم) باشد.
بنا بر صفحهٔ ۲۱۷ مجموعهٔ قوانین سال ۱۳۱۸ شمسی ایران، فرهنگستان ایران (فرهنگستان اول) واژهٔ نگاره را به عنوان معادل فارسی شکل انتخاب کرده‌است. با این حال در پارسی میانه «نگاره» برای مفهوم تصویر به کار می‌رفته‌است. شکل در علوم مفاهیم متفاوتی را بیان می‌کند.

## هنر

انواع اشکال چند ضلعی.

شکل از طریق محصور شدن محیطی ویا لکهٔ رنگ به وجود می‌آید. شکل می‌تواند به صورت دو بعدی (سطح) یا سه بعدی (حجم) باشد. وقتی شکل مثبت وضوح پیدا می‌کند که اطراف آن را شکل منفی یا بافت احاطه کند. هرگاه شکل مثبت و منفی به یک اندازه انرژی داشته باشند وارونگی شکل و زمینه اتفاق می‌افتد.
در یک اثر هنری فضاهای منفی نیز به اندازهٔ فضاهای مثبت ارزش‌مند می‌باشند. وقتی درجه بندی سایه و روشن صورت می‌گیرد حجم به وجود می‌آید.
امروزه هنر عکاسی باعث شده که نقاشان و طراحان به اغراق روی آورند.آرمان گرایی (ایده آلیسم) به معنای بازگشت معیارهای زیبا شناسانه در هنر است.
آبستره نوعی ساده‌سازی تصاویر طبیعی به کمک اشکال هندسی است. هنرمندان از ویژگی بصری اشکال پایه (مثلث، مربع، دایره) برای القاء مفاهیم استفاده می‌کنند.
آرت نوو سبکی مربوط به قرن ۱۹ است که تاکید بر روی خطوط منحنی یا شکل‌های طبیعی دارند.

## هندسه
در هندسه، شکل یا شکل هندسی به انواع موجودات هندسی از قبیل نقطه، خط، و سطح گفته می‌شود که رفتار و خواص آنها در هندسه بررسی می‌شود.

## چاپ
در چاپ، شکل به تصویرهایی گفته می‌شود که برای تزئین متن یا توضیح بیشتر دربارهٔ متن در متن می‌آیند.

## عروض
در عروض، شکل تبدیل هجای دراز اول و آخر پایه‌است به هجای کوتاه.

## پول
- شِکِل نام چند واحد پول یا وزن در دوران باستان از جمله سکه‌های نقرهٔ هخامنشیان بوده‌است.